# باسیل اکرز
باسیل اکرز (انگلیسی: Basil Acres) بازیکن فوتبال اهل انگلستان بود.